# نظریه انتخاب عقلانی
نظریهٔ انتخاب عقلانی (به انگلیسی: Rational choice theory) یا نظریه تبادل به دیدگاهی کلی راجع به رفتار منطقی افراد در زندگی اجتماعی، سیاسی و اقتصادی اشاره دارد. طبق این دیدگاه تمامی تصمیمات افراد در راستای افزایش بیشینهٔ فایده در ارضای نیازهای مادی یا معنوی آن‌ها است.
در کل تمامی رفتارهای انسان را می‌توان در این تعریف گنجانید. برای نمونه اگر شخصی از کالا یا خدمت خاصی لذت می‌برد تلاش برای کسب آن در قالب این تعریف قرار می‌گیرد.پیش‌فرض اصلی نظریهٔ انتخاب عقلانی فعال و هدف‌مند بودن افراد به مثابهٔ کنش‌گران است.
یکی از فرضیات علم اقتصاد رفتار عقلانی انسان‌هاست بدین معنی که کسی فعلی را برای عدم رضای شخصی خود انجام نمی‌دهد یعنی هر عملی که از انسان سر می‌زند در راستای برآوردن حداکثر مطلوبیت (به انگلیسی: Utility) وی است. حتی ممکن است فردی از اذیت شدن خودش لذت ببرد (در مورد بیماران روانی) این رفتار وی نیز در قالب رفتار عقلانی بررسی می‌شود.
بر اساس فروض اولیه علم اقتصاد انسان‌ها در پی به حداکثر رسانیدن مطلوبیت خود است و تمامی اعمال آنها در این راه رفتار عقلایی محسوب می‌شود. گزینش کالاها و خدمات توسط مصرف‌کنندگان در راستای همین رفتار است.
مفروض کلیدی این نظریه نیز آن است که تعاملات انسان‌ها همچون تراکنش‌های اقتصادی است. مردم برای بیشینه کردن پاداش‌ها و اجتناب از رنج‌ها و جریمه‌ها، منابع را تبادل می‌کنند. این تبادلات در نهایت با هم به تعادل می‌رسند. هنگام عدم تعادل، کسی که اعتبار بیشتری دارد می‌تواند بر دیگران رجحان یابد.